# Zuidwest-Saksisch voetbalkampioenschap 1906/07
In 1906/07 werd het tweede voetbalkampioenschap van Zuidwest-Saksen gespeeld, dat georganiseerd werd door de Midden-Duitse voetbalbond.  Mittweidaer BC werd kampioen en plaatste zich voor de Midden-Duitse eindronde, waar ze met 6:0 verloren van VfB Leipzig. 

## 1. Klasse
| Plaats | Club                             | Wed. | W | G | V | Saldo | Ptn. |
| ------ | -------------------------------- | ---- | - | - | - | ----- | ---- |
| 1.     | Mittweidaer BC 1896              | 5    | 5 | 0 | 0 | 13:5  | 10:0 |
| 2.     | Chemnitzer BC 1899               | 5    | 4 | 1 | 0 | 31:6  | 9:1  |
| 3.     | 1. Vogtländischer FC 1903 Plauen | 6    | 3 | 1 | 2 | 28:16 | 7:5  |
| 4.     | FC Germania 1897 Mittweida       | 6    | 2 | 0 | 4 | 13:17 | 4:8  |
| 5.     | Zwickauer BC                     | 6    | 1 | 0 | 5 | 7:38  | 2:10 |
| 6.     | Verein Chemnitzer Sportfreunde   | 4    | 0 | 0 | 4 | 6:16  | 0:8  |

|  | Kampioen, geplaatst voor Midden-Duitse eindronde  |
|  | Speelt volgend jaar in 1. Klasse Vogtland 1907/08 |
|  | Degradatie                                        |